# Kogal
Kogal (コギャル, kogyaru) é uma moda japonesa que envolve garotas que vestem roupas baseadas em seus uniformes escolares, mas com saias curtas. As saias curtas são vestidas independente da estação do ano. As garotas podem também usar meias loose socks, cachecóis e cabelo tingido. A palavra "kogal" é um anglicismo para kogyaru, uma contração de kōkōsei gyaru (menina do ensino médio). As garotas referem a si mesmas como gyaru (gals), apesar de esta palavra ser aplicada a vários outros estilos de moda.

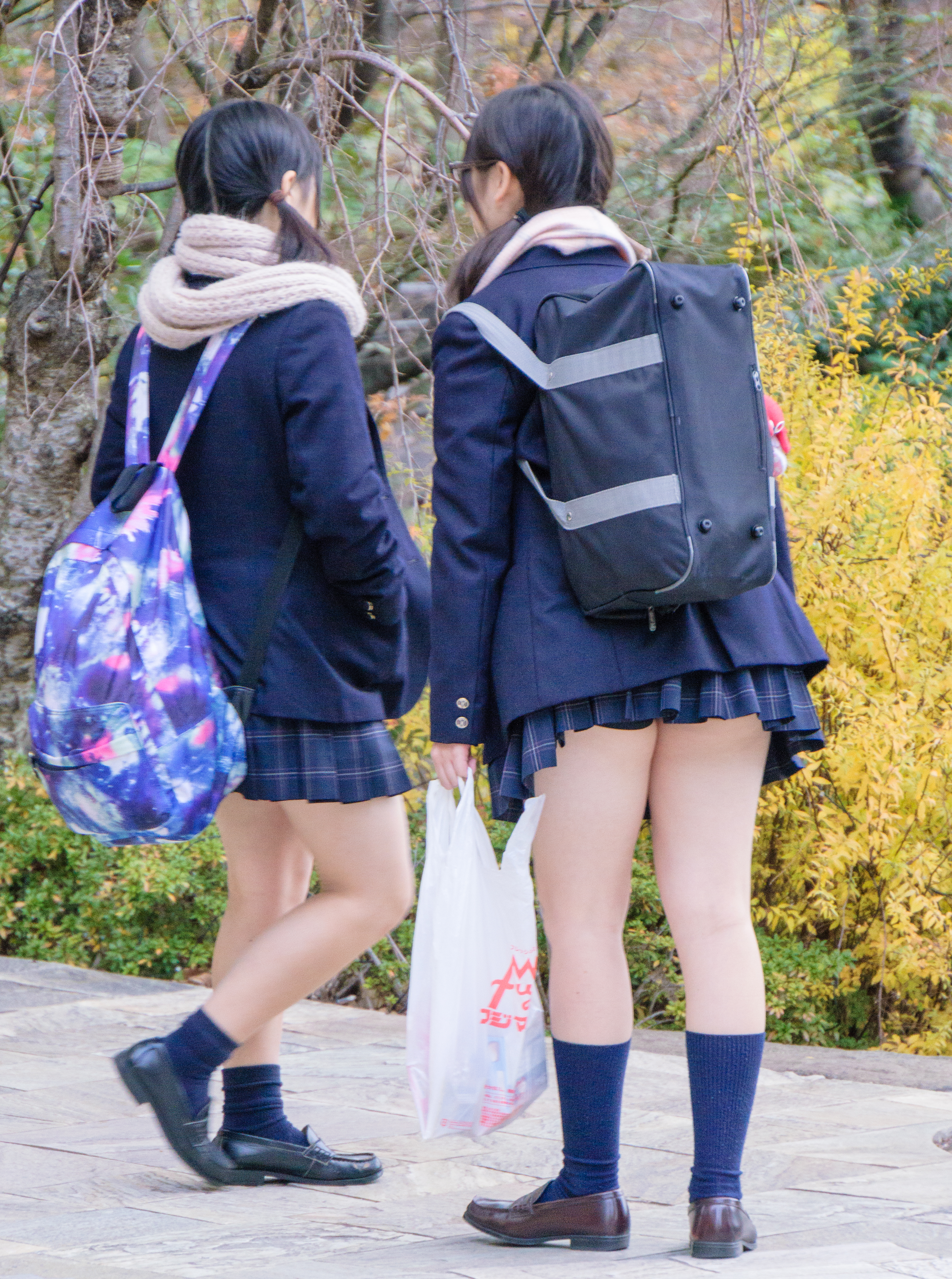
Garotas Kogal, identificadas pelas saias escolares curtas

Elas possuem gírias distintas com palavras em Inglês. Elas geralmente, mas não necessariamente, são estudantes matriculadas. Centros de cultura kogal incluem os distritos de Harajuku e Shibuya em Tóquio, em particular o prédio da loja 109 de Shibuya. A cantora pop Namie Amuro promoveu o estilo. Kogals são avidas usuárias de cabines de fotos, com a maioria as visitando pelo menos uma vez na semana, de acordo com pesquisas. Enquanto críticos condenam as gyaru como superficiais, materialistas e dedicadas ao consumo conspícuo, admiradores descrevem-nas como "gentis, jovens mulheres ativas de saúde exuberante, e as mulheres do hoje."